# Vodopadni (Rostov)
|  | Per a altres significats, vegeu «Vodopadni». |

Vodopadni (en rus: Водопадный) és un poble (un possiólok) de l'óblast de Rostov, a Rússia, que en el cens del 2010 tenia 927 habitants, pertany al districte d'Aksai.